# توت بويسن
توت بويسن (بالإنجليزية: Boysenberry)‏ هو هجين بين العليق الأحمر (Rubus idaeus) والعليق الشجيري (العليق الأسود الأوروبي، Rubus fruticosus) وتوت الندى الأمريكي (Rubus aboriginum) وتوت لوغان (Rubus × loganobaccus). 
وهي فاكهة متعددة [الإنجليزية] كبيرة الحجم تزن 8.0 غرام، ذات بذور كبيرة ولون ماروني عميق.  